# الغزو البرتغالي لغوا
حدث الغزو البرتغالي لغوا حين استولى حاكم الهند البرتغالية ألفونسو دي ألبوكيرك على المدينة في عام 1510. لم تكن غوا من بين المدن التي تلقى ألبوكيرك أوامر بغزوها: إذ لم يأمره الملك البرتغالي سوى بالاستيلاء على مدن هرمز وعدن وملقا.

## خلفية تاريخية
في 4 نوفمبر 1509، خلف ألفونسو دي ألبوكيرك دوم فرانسيسكو دي ألميدا بصفته حاكمًا لولاية الهند البرتغالية، بعد وصول المارشال البرتغالي دوم فرناندو كوتينيو إلى الهند، الذي أرسله الملك مانويل ليُحلّ الخلافة المنظمة وينصّب ألبوكيرك في منصبه. على عكس ألميدا، أدرك ألبوكيرك أن البرتغاليين يمكن أن يأخذوا دورًا أكثر نشاطًا في كسر تفوق المسلمين في تجارة المحيط الهندي من خلال السيطرة على ثلاث نقاط إستراتيجية – وهي مدن عدن وهرمز وملقا. أدرك ألبوكيرك أيضًا ضرورة إنشاء قاعدة عمليات في الأراضي التي يسيطر عليها التاج البرتغالي مباشرةً وليس فقط في الأراضي التي تُمنح من قِبل الحكام المتحالفين على غرار كوشين وكانانور.

## الاستعدادات البرتغالية
بعد وقت قصير من هجوم فاشل على كاليكوت في يناير 1510، كان ألبوكيرك يجدد قواته في كوتشين وينظم حملةً لمهاجمة السويس في البحر الأحمر، حيث اعتقد، وصاب اعتقاده، أن المماليك كانوا يجهزون أسطولًا جديدًا لإرساله إلى الهند ضد البرتغاليين. قُتل المارشال البرتغالي دوم فرناندو كوتينيو في كاليكوت، تاركًا ألبوكيرك بقيادة كاملة وغير متنازع عليها للقوات البرتغالية في الهند. كانت القوة البرتغالية تتكون من 23 سفينة و1200 جندي برتغالي و400 بحار برتغالي و220 مساعد مالاباري من كوشين و3000 من «عبيد القتال». أبحرت الحملة إلى البحر الأحمر في أواخر يناير 1510، ورست في 6 فبراير في كانور ولمحت جبل إيزمالا في 13 فبراير.

## الغزو الأول لغوا
في 16 فبراير، أبحر الأسطول البرتغالي في المياه العميقة لنهر ماندوفي. بدعم من 2000 رجل من القرصان تيموجي، نزلت القوات البرتغالية بقيادة دوم أنطونيو دي نورونا وهاجمت حصن بانجيم، الذي دافع عنه المرتزق التركي يوسف غورغيج وقوة من 400 رجل. أُصيب يوسف وتراجع إلى المدينة واستولى البرتغاليون على الحصن مع العديد من قطع المدفعية الحديدية. في بانجيم، استقبل ألبوكيرك مبعوثين من أهم شخصيات غوا، الذين اقترحوا الحرية الدينية والضرائب المنخفضة في مقابل قبول السيادة البرتغالية. بعد ذلك أعلنوا دعمهم الكامل للبرتغاليين وألبوكيرك الذين احتلوا غوا رسميًا في 17 فبراير 1510، دون مقاومة.
أكد ألبوكيرك من جديد أن المدينة لن تُنهب وأن السكان لن يتعرضوا للأذى أو يواجهوا عقوبة الإعدام.

### الفترة الفاصلة بين الغزوين
بحلول 15 أغسطس، أبحر الأسطول أخيرًا من ماندوفي نحو كانور، ووصل في اليوم التالي إلى جزيرة أنجيديفا لجلب الماء. هناك، واجهوا ديوغو ميندس دي فاسكونسلوس يقود بعثة مكونة من 4 سفن و300 رجل، أُرسلت من قِبل الملك مانويل الأول للتجارة المباشرة مع ملقا، مبنيةً على افتراض أن ديوغو لوبيز دي سيكويرا كان ناجحًا في فتح التجارة مع تلك المدينة في العام الماضي. بصفته قائد القوات البرتغالية في الهند، عرف ألبوكيرك أن دي سيكويرا لم يفلح في ذلك، وأقنع فاسكونسلوس بمساعدته على مضض في محاولة للاستيلاء على غوا بدلًا من ذلك.
الغزو الثاني لغوا
في 24 نوفمبر، أبحر البرتغاليون مرة أخرى إلى ماندوفي ورسوا بالقرب من ريباندار، حيث أنزلوا بعض الرجال بقيادة دوم جوا دي ليما لاستكشاف دفاعات المدينة. جمع ألبوكيرك مجلسًا أعرب فيه عن نواياه لاقتحام المدينة في هجوم من ثلاث محاور وقسّم قواته وفقًا لذلك على النوع التالي: سرب واحد يقوده بنفسه، يهاجم دفاعات المدينة من الغرب، حيث توجد أحواض بناء السفن؛ أما السربان الآخران بقيادة فاسكونسلوس ومانويل دي لاكردا سيهاجمان بوابات المدينة الواقعة على ضفة النهر إلى جهة الشمال، حيث من المتوقع أن تتركز قوة العدو الرئيسية.